# Aeroportul Pathein
Aeroportul Pathein (IATA: BSX, ICAO: VYPN) este un aeroport din Ayeyarwady Region⁠(d), Myanmar.
Situat la o altitudine de 8 m, aeroportul dispune de o singură pistă.